# Al-Arish
Al-Arish, (arabisk: العريش) er en by i Egypten på Sinaihalvøen cirka 150 km øst for Port Said. Byen er administrativ hovedstad for guvernementet Sina ash-Shamaliyya. Den er inddelt i fire distrikter, kismer, med i alt 141.595 indbyggere (2006), hvoraf 138.195 bor i selve byen.
Byen var besat af israelsk militær mellem 1967 og 1979. Efter genforeningen med Egypten er byen blevet et knudepunkt for landesvejstrafikken og handelen mellem de to lande. I byen ligger der et arkæologisk museum.

## Eksterne kilder
- Wikimedia Commons har flere filer relateret til Al-Arish